# Хокни, Дэвид
Дэвид Хокни OM CH (англ. David Hockney; род. 9 июля 1937, Брадфорд) — английский художник, график и фотограф, который значительную часть жизни провел в США.

## Биография

### Образование
- 1953—1957 Художественная школа Брэдфорда.
- 1959—1962 Королевский художественный колледж в Лондоне.

### Деятельность
В 1963 году Хокни переехал из Великобритании в США, Лос-Анджелес ради более либерального политического климата. Заметный представитель поп-арта в 1960-х, считается одним из влиятельнейших художников XX столетия. Один из 45 Кавалеров Почёта. С 1968 года Хокни начал работать в фотореалистическом стиле живописи и разработал тонкую манеру рисования. Но уже после своего увлечения сценическим дизайном, Дэвид в 1982 году стал работать с полароидами. В последующие 2 года Хокни создал множество снимков, в некоторых случаях — крупноформатных полароидных снимков и фотоколлажей, хотя этот метод был создан им годом ранее и назван «Joiners». Помимо фотореализма писал минималистические картины, например, Мистер и миссис Кларк и Перси, а также произведения в жанре поп-арт (Большой всплеск, Питер выбирается из бассейна Ника).
В апреле 2008 года Дэвид Хокни подарил лондонской галерее Тейт свою самую большую картину — «Высокие деревья близ Уортера» (размер полотна — 4,6 на 12 метров). Картина была впервые выставлена в 2007 году в Королевской академии искусств.
В ноябре 2018 года Дэвид Хокни стал самым дорогим художником из ныне живущих. Его картину под названием «Бассейн с двумя фигурами» продали на аукционе послевоенного и современного искусства «Кристи» в Нью-Йорке за рекордную сумму — 90 миллионов 300 тысяч долларов.

## Тезис Хокни-Фалько
Совместно с физиком Чарльзом М. Фалько (р. 1948) разработал тезис о влиянии оптических приборов (камера-обскура, камера-люцида, изогнутые зеркала) на реалистическую технику изображения в классическом европейском искусстве. Исследование было опубликовано в 2001 году (книга Secret Knowledge: Rediscovering the Lost Techniques of the Old Masters) и вызвало дебаты в искусствоведческих кругах.

## Награды
- Медаль прогресса (Королевское фотографическое общество) (1988)
- В 1989 году стал первым лауреатом Императорской премии (Япония).
- В 2012 году принят членом в британский орден Заслуг.